# Terrell Group
 (juin 2012).
Terrell Group est une société d’ingénierie pluridisciplinaire française reconnue pour sa compétence en structures, fluides et façades. Créée en 1982, la société compte actuellement près de 140 collaborateurs. 
Avant tout spécialiste des structures mixtes acier et béton, Terrell Group possède aujourd’hui des références d'envergure dans le domaine des structures en béton, de la charpente métallique mais aussi de la charpente en bois. Qu’il s’agisse d’immeubles de grande hauteur, de grands équipements publics, de programmes de bureaux ou encore de logements, Terrell participe avec les architectes à la conception technique de ces projets.

## Histoire
- En 1982, trois ingénieurs (Ray Elms, Geoff Rooke et Peter Terrell) s’associent et forment à Boulogne-Billancourt le bureau d’ingénierie Terrell Associés.
- En 1984, Terrell Associés devient Terrell dès l’implantation d’un second bureau à Londres.
- De 2002 à aujourd'hui, Terrell développe ses activités internationales et crée de nombreux bureaux en France et à l’étranger, désormais rattachés à la holding Terrell Group

## Chantiers représentatifs
| Projet Mixte Piscine Molitor, Paris, France                           | Immeuble de Grande hauteur Doha 9, Doha, Qatar             |
| Tertiaire Hôtel de ville de Montpellier, Montpellier, France          | Culture Centre Pompidou-Metz, Metz, France                 |
| Éducation Bibliothèque Mist, Abou Dabi, Émirats arabes unis           | Santé Centre hospitalier de Lagny-sur-Marne, Lagny, France |
| Transport Pavillon de l’Émir, Doha, Qatar                             | Commerce Les Quatre Temps, Paris - La Défense, France      |
| Logements Deux bâtiments à Palm Jebel Ali, Dubaï, Émirats arabes unis | Rénovation Musée des beaux-arts Pouchkine, Moscou, Russie  |